# Туломське сільське поселення
Туло́мське сільське посе́лення (рос. Туломское сельское поселение) — адміністративне утворення у складі Кольського району Мурманської області, Росія.

## Склад
До складу поселення входять такі населені пункти:
| Населений пункт | Населення, осіб (2010) |
| --------------- | ---------------------- |
| Нял             | 7                      |
| Пяйве           | 54                     |
| Тулома          | 1991                   |

| Мурманська область | Це незавершена стаття про Мурманську область. Ви можете допомогти проєкту, виправивши або дописавши її. |